# Callenberg
Callenberg es un municipio situado en el distrito de Zwickau, en el estado federado de Sajonia (Alemania). Tiene una población estimada, a fines de 2020, de 4.932 habitantes.